# MSNBC
MSNBCは、1996年に開局したアメリカ合衆国向けのニュース専門放送局。放送ネットワークNBCとマイクロソフトが共同で設立したものであり、マイクロソフトのポータルサイト・MSNとNBCを組合せたものがチャンネル名となっている。

## 概要
ニュースに関してはNBCが所有する取材源（NBCニュース、CNBC、全米のNBC加盟放送局など）やワシントン・ポスト、ニューズウィークと提携。
テレビ放送は2000年代後半から政治ニュースを扱う番組が中心になり、リベラル派キャスターの活躍が注目されている。速報性を重視し、主要ニュースに多くの時間を割く傾向は開始時から受け継がれる。視聴者数がCNNやFOXニュースチャンネルの後塵を拝し続け、長年に渡って採算が取れないのが課題となり、マイクロソフトは2005年末から2006年にかけてテレビ部門の株をNBCに売却した。
インターネットはマイクロソフトが運営するポータルサイトMSN（アメリカ英語版）のニュース部門として「msnbc.com」を開設。NBCを含むニュース番組のオンライン配信を行うなど、NBC・MSNのブランドを活かしたコンテンツ展開でCNNと肩を並べる存在となる。インターネット部門が好調なことから専門子会社に切り離す。

## 歴史
1996年7月開局。NBCが2年間続けていたケーブルチャンネル「America's Talking」（アメリカズ・トーキング）を閉鎖、全く新しいニュースチャンネルとして発足した。9月からはドン・アイマスがパーソナリティーを務める人気ラジオ番組「Imus in the Morning（アイマス・イン・ザ・モーニング）」の同時放送を開始。11月にはNBCが入居するロックフェラーセンターからニュージャージー州にある新社屋に移転。
1990年代後半はインターネット・電子メールで意見を募集したり、CGなどコンピューター技術を活かす番組に取り組む（「The Site」や「Feedback」など）。しかし、なかなか長続きする番組が揃わない状態が続く。1999年、NBCの「Today」を再編集した番組を放送。2000年からは週末を中心にドキュメンタリー番組の放送を開始。
2002年にブライアン・ウイリアムズの番組がCNBCに移動、後任にジョー・スカーボロ（Joe Scarborough「スカボロウ」とも表記）を起用、これでCNBCと完全に別番組を編成することになった。ライバルFOXのビル・オライリーが活躍する午後8時台にはトーク番組の重鎮・フィル・ドナヒューを起用したが、2003年のイラク戦争報道を前にキース・オルバーマンが担当することになる。しかし、視聴者数がCNNヘッドラインニュースに追いつかれて互角になるなど、未だに低迷が続いていた。
2005年にはCNNからタッカー・カールソンを起用するなど夜のニュース番組の数を増やしたが、2006年には縮小する。この時、法律/犯罪分野が消えて政治を専門とした番組が残った格好となり、キース・オルバーマンの「反ブッシュ」姿勢が顕著となる。
2007年4月11日、番組内でドン・アイマスが人種差別発言をしたことが全米中で問題となり、翌12日に放送がキャンセル。後継探しの結果、ジョー・スカーボロを起用。経費削減として編集セクションとスタジオをNBCニュースと共同化する為、ニュージャージーの社屋を閉鎖して、ロックフェラーセンターのGEビルに移転。
2008年、1年近くに渡るアメリカ大統領選挙報道を見据え、政治ニュースを提供するチャンネルだと強調する「The Place for Politics」をスローガンに。MSNBCのコメンテーターや臨時ホストを務めているリベラル派のレイチェル・マドーをキャスターに起用したところ、MSNBCが初めてラリー・キング・ライブに視聴者数で追い抜く躍進を見せる。プライムタイムで視聴者が1年間で61%増加し、20-54歳の年齢層ではFOXニュースやCNNと互角の状況となる。
2009年、4月にラジオパーソナリティーのエド・シュルツを起用。中道・リベラル寄りとされていて、左派の起用が目立つ格好となる。6月からHD放送を開始、昼間の6時間を改編したが大コケした。2010年、新番組にローレンス・オドネルを起用。
2011年1月21日、キース・オルバーマンが突然番組終了を発表。MSNBCのスポークスマンは契約途中終了を発表するのみで、その原因にはふれなかった。
CNNとプライムタイムの視聴率競争は2008年から本格化し、2009年通年ではCNNに軍配が上がるも、2010年はMSNBCが上回っている。一方でリバタリアンであるスカーボロの「Morning Joe」は党派に関係なく登場してCNNと互角の関係で時折上回る成績を残す。
Pew Research Centerによる米国における2013年のニュースメディアの現状を示す報告書によると、MSNBCの番組の85%がキャスター個人の論評や意見であり、事実を純粋に伝える報道が15%であるとされた。またSNL Kaganの試算によれば、2012年の番組制作費用は2億4000万ドルで、FOXやCNNより圧倒的に少ないものと見られている。
2018年12月27日週の総視聴者数で156万人を記録し18年間に渡り首位であったFOXニュースを破り初の首位に浮上した。
2024年6月、国際連合事務総長のアントニオ・グテーレスは、激化する地球温暖化を受けて、MSNBCをはじめとする大手メディアに化石燃料業界の広告掲載（グリーンウォッシングへの協力）をやめるよう警告しているが、MSNBCは未だに化石燃料の広告掲載を続けている。
2025年8月、コムキャストが進めているケーブルテレビ部門の分社化に伴い、本チャンネルの名称を「MS NOW」に改称することが複数のメディアから報じられた。新しい親会社となるバーサントの最高経営責任者（CEO）に就任する予定のマーク・ラザラスはMS NOWの略称について、「My Source News, Opinion and the World」であると説明している。

## 主な番組

### 平日
| ET    | 番組名                                                                | キャスター                                  | 備考                             |
| 5:00  | First Look                                                            |                                             |                                  |
| 5:30  | Way Too Early                                                         | Thomas Roberts                              | Morning Joeの事前番組            |
| 6:00  | Morning Joe モーニング・ジョー                                        | ジョー・スカーボロ                          | 元共和党下院議員                 |
| 9:00  | The Daily Rundown                                                     | Chuck Todd                                  | NBCニュース ホワイトハウス支局長 |
| 10:00 | Jansing and Co.                                                       | Chris Jansing                               |                                  |
| 11:00 | NewsNation with Tamron Hall                                           | Tamron Hall                                 |                                  |
| 12:00 | Andrea Mitchell Reports                                               | Andrea Mitchell                             | NBCニュース 外交問題担当記者     |
| 13:00 | Ronan Farrow Daily                                                    | Ronan Farrow                                |                                  |
| 14:00 | The Reid Report                                                       | Joy Reid                                    |                                  |
| 15:00 | The Cycle                                                             | Krystal Ball Ari Melber Touré Abby Huntsman |                                  |
| 16:00 | NOW with Alex Wagner                                                  | Alex Wagner                                 |                                  |
| 17:00 | The Ed Show ジ・エド・ショー                                          | エド・シュルツ                              | ベテランのラジオパーソナリティー |
| 18:00 | PoliticsNation with Al Sharpton                                       | Al Sharpton                                 |                                  |
| 19:00 | Hardball with Chris Matthews ハードボール・ウィズ・クリス・マシューズ | クリス・マシューズ                          |                                  |
| 20:00 | All In with Chris Hayes                                               | Chris Hayes                                 |                                  |
| 21:00 | The Rachel Maddow Show ザ・レイチェル・マドー・ショー                 | レイチェル・マドー                          | ラジオ「Air America」にも出演    |
| 22:00 | The Last Word ザ・ラスト・ワード                                      | ローレンス・オドネル                        |                                  |
| 23:00 | 翌5:00まで再放送                                                      | 翌5:00まで再放送                            | 翌5:00まで再放送                 |

### 週末
日中は"MSNBC Report"がメインだが、現在はそこから"Up with Steve Kornacki" "Melissa Harris-Perry" "Weekends with Alex Witt"などがスピンオフしている。早朝に"Your Business"が放送されており、夜間はドキュメンタリーが中心。